# Gnomulus hyatti
Espèce
Synonymes
- Pelitnus hyatti Martens, 1977

Gnomulus hyatti est une espèce d'opilions laniatores de la famille des Sandokanidae.

## Distribution
Cette espèce est endémique de la province de Gandaki au Népal. Elle se rencontre dans le district de Kaski vers Ulleri.

## Description
Le mâle holotype mesure 5,1 mm et la femelle paratype 5,1 mm.

## Systématique et taxinomie
Cette espèce a été décrite sous le protonyme Pelitnus hyatti par Martens en 1977. Elle est placée dans le genre Gnomulus par Martens et Schwendinger en 1998.

## Étymologie
Cette espèce est nommée en l'honneur de Keith H. Hyatt.

## Publication originale
- Martens, 1977 : « Opiliones aus dem Nepal-Himalaya. III. Oncopodidae, Phalangodidae, Assamiidae (Arachnida). » Senckenbergiana biologica, vol. 57, no 4, p. 295–340.